# Аксеньково (Ярославская область)
Аксеньково — деревня, существовавшая в Борисоглебском районе Ярославской области. Бывшая вотчина графского рода Шереметьевых.
Деревня не обитаема ориентировочно (по дате найденного документа) с 2003 г. На сентябрь 2012 г. сохранилось два обветшавших брошенных дома, остальные были заброшены значительно раньше, от них ничего не осталось. Дорог в деревню нет.
Последними жителями деревни были: Трофим Фёдорович Клементов и Екатерина Дмитриевна Муравьёва (д.р. 07.11.1922), номера домов не известны или отсутствовали.